# Мухаммед III (Омеяд)
Мухаммед III (*976 —1025) — 11-й халіф Кордови у 1024—1025 роках.

## Життєпис
Походив з династії Омеядів. Син Абд ар-Рамана ібн-Убайдаллаха. Про молоді роки немає відомостей. В науках приділяв більше уваги вивченню Корану, зблизившись з шейхами.
У 1024 році в союзі ісламськими ортодоксами та арабською аристократією підняв заколот проти халіфа Абдаррахмана V, який перебував під контролем берберських військовиків. Правителя було повалено, а берберських очільників знищено. Мухаммеда III оголошено новим халіфом. Він прийняв тронне ім'я ал-Мустакфі.
Вже у 1025 році внаслідок посилення податків відбулися заворушення населення Кордови. Цим скористався Ях'я ібн Алі аль-Муталі, який рушив з Малаги на столицю держави. Мухаммед III вимушений був тікати до Сарагоси, але загинув на шляху до неї, в місті Куенка. Вважається, що його отруєно, коли намагалися захопити його скарбницю.